# Moti Gitik
Moti Gitik é um matemático israelense. Trabalha com teoria axiomática dos conjuntos e lógica matemática.
Gitik obteve um doutorado em 1980 na Universidade Hebraica de Jerusalém, orientado por Azriel Levy e Menachem Magidor, com a tese All uncountable cardinals can be singular. É professor da Universidade de Tel Aviv.
Em 2002 foi palestrante convidado ("Invited Speaker") no Congresso Internacional de Matemáticos em Pequim (The power set function). É fellow da American Mathematical Society. 

## Obras
- All uncountable cardinals can be singular, Israel J. Math., Volume 35, 1980, p. 61-88
- Regular cardinals in Models of ZF, Transactions AMS, Volume 290, 1985, p. 41-68
- The negation of the singular cardinal hypothesis from o(k) = k++,  Annals of Pure and Applied Logic, Volume 43, 1989, p. 209 - 234